# Louis du Bois
Louis du Bois (* um 1616/1620; † 13. Dezember 1699) war ein französischer Adliger und Militär. Er war Chevalier, Marquis de Givry et de Vandenesse, Grand Bailli de Touraine und  Lieutenant-général des Armées du Roi.

## Leben
Louis du Bois wurde als Sohn von Pierre du Bois (1574–1650), Seigneur de Fontaine-Maran, und Françoise Olivier de Leuville geboren (siehe Le Bois (Adelsgeschlecht)). Er war Seigneur de Marans-La-Bréché-Parçay et de La Roche-Bourdeille.
Am 31. März 1646 wurde er Capitaine d’Infanterie im Régiment de Nérestang, am 7. April 1649 Capitaine de Cavalerie, am 4. März 1650 Sergent de Bataille, am 4. März 1653 Mestre de camp de Cavalerie und zwanzig Tage später, am 24. März 1653, Maréchal de camp.
Im Dezember 1663 erhob der König die Herrschaft Givry zum Marquisat (bestehend aus der Baronie Vandenesse und den Herrschaften Givry, Norry, Poligny etc.). Die Erhebung wurde am 27. Juni 1664 im Parlement registriert.
Am 13. Januar 1657 wurde er Lieutenant-général des Armées du Roi, am 4. Dezember 1658 Colonel d’Infanterie und am 30. September 1661 Conseiller d’État d’Épée. Am 2. April 1662 wurde er Grand Bailli de Touraine.

## Ehe und Familie
Louis du Bois heiratete per Ehevertrag vom 21. August 1664 Françoise (alias Marie) de Morant, Dame de La Garenne (* 22. Dezember 1648 in Le Mesnil; † 2. April 1676), Tochter von Thomas de Morant, Chevalier, Marquis de du Mesnil-Garnier,  Maître des requêtes ordinaire de l’Hôtel du Roi, und Marie Aveline. Ihre Kinder waren:
- Louis Thomas (dit Olivier) du Bois, (* 24. September 1668; † 3. April 1742), Marquis de Leuville, de Vandenesse et de Givry, Grand-Bailli du Pays et Duché de Touraine, Lieutenant-général des Armées du Roi; ⚭ (1) Mai 1708 Louise Philippine Thomé (* um 1689; † 18. Mai 1724), Tochter von Pierre Thomé, Seigneur de Montmagny, und Françoise Paradie; ⚭ (2) 5. Juni 1725[2]) Marie Voysin de La Moyraye (* 21. März 1702; † 28. Februar 1746), Tochter von Daniel François Voysin, Kanzler von Frankreich, und Charlotte Trudaine
- Thomas Alexandre du Bois (* 12. Oktober 1677; † in Embrun kurz nach der Schlacht bei Casteldelfino (18. Juli 1744) aufgrund dort erlittenen schweren Verwundungen[3]) dit le Bailli de Givry, Seigneur de Fiennes, Februar 1702 Colonel du Régiment de La Marche, 27. März 1710 Brigadier, 1. Februar 1719 Maréchal de Camp, 1. August 1734 Lieutenant-général